# D&AD
D&AD (Design and Art Direction; ранее British Design and Art Direction) — созданная в 1962 году престижная премия в области дизайна и рекламы некоммерческой организации Британской ассоциации дизайнеров и арт-директоров (Лондон). Девиз организации вписан в её логотип: «Наша цель — распространять творческие стандарты, обучать, вдохновлять и внедрять качественные дизайн и рекламу».
Премия D&AD считается своеобразным «Оскаром» в индустрии творчества.
Оргкомитет премии рассматривает множество работ в области дизайна и рекламы и на своей ежегодной торжественной церемонии вручает следующие премии:
- D&AD Award — вручается ежегодно в 27 номинациях от наружной рекламы до текстов для дизайна;
- D&AD Student Award — вручается за студенческие работы в 27 номинаций от дизайна 3D до веб-дизайна;
- D&AD President’s Award — вручается ежегодно — как составная часть главной премии — только одному претенденту, внёсшему наибольший творческий вклад в области дизайна и рекламы.

На ежегодной церемонии присуждения премий D&AD вручаются «Жёлтый карандаш» — эквивалент серебряной медали и «Чёрный карандаш», который приравнивается к золотой медали.
За всю историю вручения премий наибольшее количество получили представители США — 16 премий из 54. Великобритания занимает второе место: помимо присуждённых 12 «Жёлтых карандашей», она владеет ещё одним «Чёрным карандашом».